# Shing-Kwei Tzeng
Shing-Kwei Tzeng (Mandarijn: 曾興魁) (Pingtung, 30 juni 1946) is een Taiwanees componist, muziekpedagoog en fluitist.

## Levensloop
Tzeng studeerde van 1968 tot 1972 aan de National Taiwan Normal University - School of Music onder andere compositie bij Robert Scholz en behaalde zijn Bachelor of Music in 1972. Daarna deed hij dienst bij de Keelung Matsu Reserve Officier-Brigade. In 1976 vertrok hij naar Duitsland. Van 1977 tot 1981 studeerde hij met een studiebeurs van het ministerie van Cultuur en Educatie aan de Hochschule für Musik Freiburg in Freiburg im Breisgau onder andere compositie bij Klaus Huber en Brian Ferneyhough, muziektheorie bij Peter Foertig en piano bij Edith Picht-Axenfeld en Wolfgang Watzinger. In 1980 studeerde hij ook aan de Darmstädter Sommerkurse für Neue Musik
In 1981 ging hij weer terug naar Taiwan en werd docent aan zijn Alma Mater, de National Taiwan Normal University.
Van 1986 tot 1987 kon hij met een studiebeurs van de Franse regering aan de École Normale de Musique in Parijs filmmuziek studeren en hij deed in 1987 research aan het Institut de Recherche et Coordination Acoustique/Musique (IRCAM ) in moderne muziek en sound. In 2003 was hij gastprofessor aan de Universiteit van Noord-Texas - College of Music - in Denton (Texas).
Van 1981 tot 2005 was hij hoogleraar in de muziek aan de National Taiwan Normal University. In de tijd van 1999 tot 2002 was hij bestuurslid van de Society of Electro Acoustic Music Taiwan (SEAM). Hij is lid van de International Society for Contemporary Music (ISCM), van de Asia Composers League (ACL) en de Society of Music Education of Taiwan.
Als componist schreef hij werken voor verschillende genres. In Nederland werden zijn werken tijdens de Internationale Gaudeamus Muziek Week 1981-84 door het ASKO Ensemble uitgevoerd. Verder waren zijn werken tijdens het Alkmaar Muziek Festival in 1990 te horen.
Hij behaalde verschillende prijzen en onderscheidingen zoals bij het Canada Okanagan Music Festival (1983), de National Culture & Arts Prize of Roc (1983), Prix de la Bibliothèque Internationale de Musique Contemporaine de Ville d'Avray (1984), de Grand Prix du IIIème Concours International de Composition pour orgue in Saint-Rémy-de-Provence met zijn werk Réincarnation.

## Composities

### Werken voor orkest
- 1981 Het boek van de liederen van Qingming, voor solisten, gemengd koor en orkest
- 1983 Music before making the, voor twee orkesten
- 1990 Tiananmen Elegy, voor orkest

### Werken voor harmonieorkest
- 1985 Tianwen, voor dwarsfluit en harmonieorkest
- 1990-1991 Days QI, voor dwarsfluit en harmonieorkest
- 2005 Psalm Lu-O, voor harmonieorkest
- Asking Heaven, voor dwarsfluit en harmonieorkest

### Werken voor koren
- 1982-1983 Koralen-collectie, voor gemengd koor

### Vocale muziek
- 1982-1987 Solo album, voor zangstem en piano

### Kamermuziek
- 1975 Sonate, voor viool
- 1977 Houtblazers-kwartet, voor dwarsfluit, hobo, klarinet en fagot
- 1979-1981 Sonate, voor strijkkwartet, twee klavecimbel en slagwerk
- 1980 Physicochemical, voor blazerskwintet
- 1981 Ding, voor dwarsfluit, altviool en bas-luidspreker
- 1981 Ding, voor dwarsfluit, klarinet, fagot en piano
- 1981 Wù huà (De droom van een vlinder), voor twaalf instrumenten (dwarsfluit, hobo, Es- en A-klarinet, fagot, hoorn, trompet, trombone, harp, viool, altviool en cello)
- 1982 Five games of Health, voor blazerskwintet
- 1983 You would like to Qu, voor hoorn en klavecimbel
- 1986 Small Concerto, voor hoorn en dubbel-kwintet
- 1989 Yin birds, voor hobo en piano
- 1993 Nostalgia in Two Movements, voor klarinet, cello en piano
- 1993 Timing, voor strijkkwartet
- 1994 Strijkkwartet
- 2005 Super Collision, voor dwarsfluit, gitaar, marimba, computer en pantomime
  1. Vote Champion
  2. Duel
- Pastorale, voor klarinet solo

### Werken voor orgel
- 1980 Lunhui (Réincarnation)

### Werken voor piano
- 1982 Wandern in Muße
- 1987 Variations Yangguansandie

### Werken voor klavecimbel
- 1986 Naturelaw, voor (groot) klavecimbel

### Werken voor gitaar
- 1987 Yangguansandie
- Tambour chinois

### Werken voor accordeon
- Capriccio and serenade on Green Island, voor accordeon en computer

### Voor traditionele Chinese instrumenten
- 1990 Lotus Block, voor vijf traditionele Chinese instrumenten
- 1991 Walking life, voor vijf traditionele Chinese instrumenten
- Te Hsuan Ts'ao, voor pipa solo

### Elektronische muziek
- Experiment II